# Терри, Чак
Аллен Чарльз «Чак» Терри (англ. Allen Charles "Chuck" Terry; род. 27 сентября 1950, Лонг-Бич, Калифорния) — бывший американский профессиональный баскетболист.

## Карьера
Играл на позиции лёгкого форварда. Учился в Университете Лонг-Бич, в 1972 году был выбран на драфте НБА под 29-м номером командой «Милуоки Бакс». 13 октября этого же года дебютировал в НБА в матче против «Финикс Санз». Всего Чак провёл за «Бакс» 2 сезона. Позже выступал за команды «Сан-Антонио Спёрс» и «Нью-Йорк Нетс». С последней стал чемпионом АБА в 1976 году. В 1977 году завершил карьеру профессионального баскетболиста.
Был включен в состав сборной США на Панамериканские игры 1971 в Кали (Колумбия).

## Статистика

### Статистика в НБА
| Сезон                                                                                    | Команда       | Регулярный сезон | Регулярный сезон | Регулярный сезон | Регулярный сезон | Регулярный сезон | Регулярный сезон | Регулярный сезон | Регулярный сезон | Регулярный сезон | Регулярный сезон | Регулярный сезон | Серия плей-офф | Серия плей-офф | Серия плей-офф | Серия плей-офф | Серия плей-офф | Серия плей-офф | Серия плей-офф | Серия плей-офф | Серия плей-офф | Серия плей-офф | Серия плей-офф |
| Сезон                                                                                    | Команда       | GP               | GS               | MPG              | FG%              | 3P%              | FT%              | RPG              | APG              | SPG              | BPG              | PPG              | GP             | GS             | MPG            | FG%            | 3P%            | FT%            | RPG            | APG            | SPG            | BPG            | PPG            |
| ---------------------------------------------------------------------------------------- | ------------- | ---------------- | ---------------- | ---------------- | ---------------- | ---------------- | ---------------- | ---------------- | ---------------- | ---------------- | ---------------- | ---------------- | -------------- | -------------- | -------------- | -------------- | -------------- | -------------- | -------------- | -------------- | -------------- | -------------- | -------------- |
| 1972/73                                                                                  | Милуоки       | 67               |                  | 10,3             | 34,0             |                  | 70,8             | 2,2              | 0,6              |                  |                  | 1,9              | 5              |                | 3,6            | 80,0           |                | -              | 0,6            | 0,2            |                |                | 1,6            |
| 1973/74                                                                                  | Милуоки       | 7                |                  | 4,6              | 33,3             |                  | -                | 0,4              | 0,6              | 0,3              | 0,0              | 1,1              | Не участвовал  | Не участвовал  | Не участвовал  | Не участвовал  | Не участвовал  | Не участвовал  | Не участвовал  | Не участвовал  | Не участвовал  | Не участвовал  | Не участвовал  |
| 1976/77                                                                                  | Нью-Йорк Нетс | 61               |                  | 17,6             | 40,3             |                  | 77,4             | 2,3              | 0,6              | 1,0              | 0,2              | 5,0              | Не участвовал  | Не участвовал  | Не участвовал  | Не участвовал  | Не участвовал  | Не участвовал  | Не участвовал  | Не участвовал  | Не участвовал  | Не участвовал  | Не участвовал  |
|                                                                                          | Всего         | 135              |                  | 13,3             | 38,0             |                  | 75,6             | 2,2              | 0,6              | 0,9              | 0,1              | 3,3              | 5              |                | 3,6            | 80,0           |                | -              | 0,6            | 0,2            |                |                | 1,6            |
| Наведите курсор мыши на аббревиатуры в заголовке таблицы, чтобы прочесть их расшифровку. |               |                  |                  |                  |                  |                  |                  |                  |                  |                  |                  |                  |                |                |                |                |                |                |                |                |                |                |                |